# AdLib
AdLib, Inc. era una empresa fabricante de tarjetas de sonido y otros equipamientos para computadoras radicada en la ciudad de Quebec, en Canadá. AdLib también era el diminutivo de su principal y más conocido producto, la AdLib Music Synthesizer Card (ALMSC) o Tarjeta Sintetizadora de Música AdLib. A través de una amplia aceptación y calidad de sonido, la AdLib se transformó en el primer estándar de facto para tarjetas de sonido agregables en IBM PCs y compatibles.

## Historia

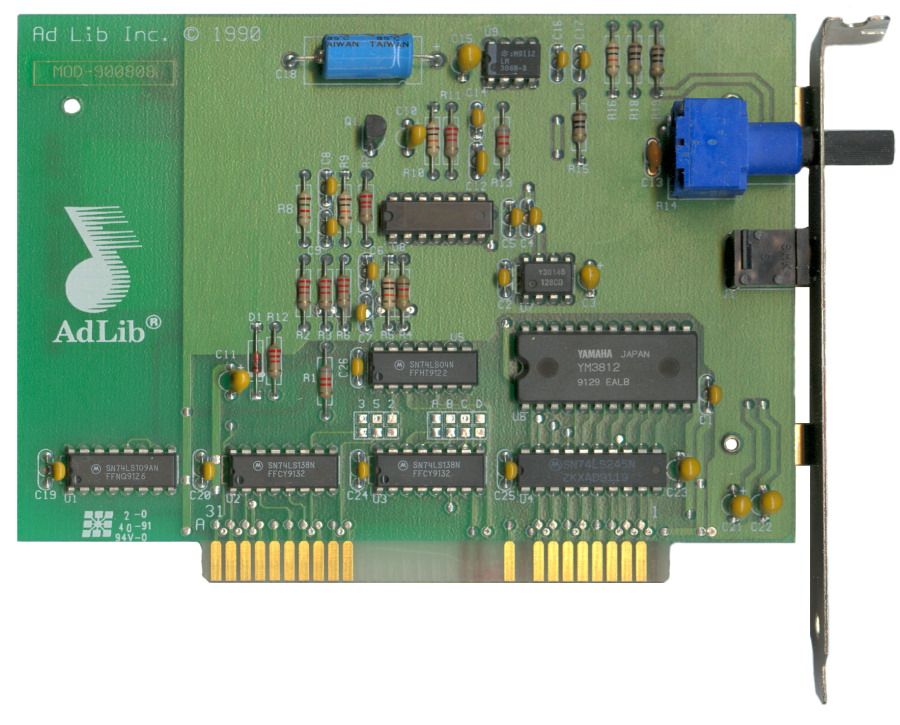
AdLib Music Synthesizer Card.

AdLib fue fundado por Martin Prevel, un exprofesor de música en la universidad de Quebec. Prevel pasó más de un año tratando de convencer a la comunidad de desarrolladores de IBM de fomentar su nuevo producto, pero al faltarle experiencia en la industria, se le dificultó llegar a las personas adecuadas. Decidió ir a numerosos shows de computación distribuyendo kits de desarrollo que incluían la tarjeta Adlib, varios utilitarios dispuestos para disfrutar la tarjeta, herramientas de desarrollo, e información técnica acerca de la tarjeta.
El problema era que esos materiales eran dados a personas que generalmente consistían en personal de mercadotecnia, ventas y prensa, que en lugar de llevar esos kits a sus respectivas compañías, simplemente los llevaban a sus hogares para entretenimiento personal o los descartaban inmediatamente.

### El comienzo de una industria
Martin luego encontró una pequeña compañía en el sur de Nueva Jersey que proveía servicios de garantía de calidad a una amplia gama de desarrolladores de videojuegos llamada Top Star Computer Services, Inc., (también conocida como TSCS). Martin habló con el presidente de Top Star Rich Heimlich, acerca de su producto y las dificultades que estaba encontrando en acercar el producto a las manos adecuadas. Martin creía que si Top Star veía algo meritorio en el producto, Rich podría presentarle a gente adecuada de la industria para conseguir el apoyo adecuado.
En el invierno de 1987/1988 Rich voló a Quebec para ver una demostración del producto, y compartió el entusiasmo de Martin. Al regresar a su hogar, contactó a sus clientes más importantes para transportar su creencia en la viabilidad de este producto, y ayudó a empezar a rodar la bola. En el lapso de semanas, algunos de esos desarrolladores comenzaron a codificar con soporte para la tarjeta.
La AdLib usaba el chip de sonido Yamaha YM3812, de la empresa Yamaha, que producía sonido mediante la Síntesis FM. La tarjeta AdLib era esencialmente un chip YM3812 externo disponible para insertar en una PC estándar con slot ISA 8-bit compatible. Con la tarjeta AdLib, el software de la PC podía generar música multitímbrica y efectos de sonido, aunque la calidad acústica era distintivamente sintética.

### La escalada a la cima de Sound Blaster
Como la tarjeta de sonido AdLib contenía componentes puramente externos era fácil de copiar para sus competidores. El más notable de ellos, y el que en última instancia reinaría en la industria de tarjetas para PC, fue Creative Labs. La Sound Blaster v1.0 mejoraba la tarjeta AdLib con la adición de un canal de efectos digitales de voz simple (PCM) y un puerto para juegos conectable tanto con un joystick como con un teclado controlador MIDI. La adición del canal PCM fue vital en la ascensión de Sound Blaster al dominio. No sólo permitió a los juegos reproducir sonido digitalizado (para efectos más realistas) sino que el hardware detrás de ella (la propiedad del chip DSP) obstaculizó los esfuerzos de los competidores de copiarlo exactamente.
AdLib fue lento en responder. En lugar de copiar la especificación de la Sound Blaster actualizada de 8 bits o de lanzar un equivalente, decidieron gastar tiempo y dinero en desarrollar una nueva tarjeta estéreo de 12 bits llamada AdLib Gold. Ésta introducía un chip Yamaha YMF262 (OPL3) y una capacidad de PCM digital de 12 bits sin perder compatibilidad con la AdLib original.
Como una marca establecida en el mundo de las tarjetas de audio, los ejecutivos de AdLib confiaban en poder afrontar el desafío. Los esfuerzos, sin embargo, estuvieron fallidos desde un principio. AdLib no era una compañía tecnológica y le faltaba capacidad interna para diseñar la placa. Finalmente legó este trabajo a su proveedor de componentes, Yamaha. Es importante destacar que al momento de este acuerdo, el mayor cliente de tecnología en placas no era AdLib, sino Creative Labs. Este conflicto de intereses jugó una parte significativa en los incontables retrasos y problemas que surgieron durante el desarrollo de la AdLib Gold. 
Incluso con la nueva tarjeta, Adlib se mantuvo en una posición de ser incapaz de competir efectivamente. Aunque un buen número de juegos de PC proveían soporte para la A. Gold, las ventas de esta nueva tarjeta eran mínimas. No sólo la Sound Blaster original era significativamente más barata, sino que ya era la tarjeta estandarizada en la industria de juegos para PC. El mercado simplemente no estaba preparado para una placa estéreo en el rango de precio de la Gold, y AdLib se presentó en bancarrota en el año 1992, allanando el camino para la familia Sound Blaster de Creative Labs dominar la industria en el remanente de la década de 1990.

## Línea temporal de Adlib
- 1987 - Tarjeta Adlib - Primera tarjeta de sonido de alto volumen para computadoras lanzada utilizando Síntesis FM (chip Yamaha YM3812)
- 1988 - Primer juego lanzado con soporte AdLib.
- 1992 - Lanzamiento de la tarjeta AdLib Gold.
- 1992 - AdLib se declara en bancarrota el 1 de mayo.